# Sheltersuit
Een sheltersuit is een wind- en waterdichte jas met een aanritsbare slaapzak en een bijpassende plunjezak. Hij wordt gratis beschikbaar gesteld aan daklozen en is bedoeld om in een koud klimaat te dragen.

## Productie
De sheltersuit is in 2014 ontworpen door modeontwerper Bas Timmer, nadat de vader van een goede vriend op straat overleed aan onderkoeling. Timmer was net begonnen met zijn eigen kledinglijn voor buitenshuis, in koud weer. Samen met sociaal ondernemer Alexander de Groot zocht hij donoren en sponsoren, en om de pakken gratis te kunnen verstrekken richtten ze de Sheltersuit Foundation op. Deze stichting heeft drie pijlers: warmte bieden, upcycling van restmateriaal, en creëren van nieuwe banen. In 2016 haalde ze bijna 90.000 euro op en groeide uit tot een organisatie met tientallen vrijwilligers. Eind 2022 waren er al 20.000 sheltersuits geproduceerd, die niet alleen werden uitgedeeld in Nederland maar ook onder vluchtelingen op Lesbos en bij Calais. Sindsdien worden ze ook in andere landen verspreid, zoals Canada en de Verenigde Staten.
De jas wordt gemaakt in een sociaal naaiatelier in een voormalige spinnerij in Enschede. Anno 2020 werkten er acht betaalde kleermakers uit Turkije, Syrië, Oost-Afrika en Nederland. Hij wordt gemaakt van hoogwaardige, ademende tentstof - restproducten aangeboden door grote textielbedrijven. De voering wordt gemaakt van geüpcyclede slaapzakken die onder meer van festivalterreinen worden gehaald.
Sinds eind 2019 maken dakloze vrouwen in Zuid-Afrika een eenvoudige variant op de jassen, de shelterbag: een matrasje dat je kunt uitrollen tot een waterdichte hoes, een "tentje" voor minder koude winters.

## Onderscheidingen
In 2017 kreeg de sheltersuit de publieksprijs van de Dutch Design Week in Eindhoven. TIME Magazine nam Bas Timmer in 2020 op in de top 10 van Next Generation Leaders.